# Ankenahalli, Channarayapatna
Ankenahalli là một làng thuộc tehsil Channarayapatna, huyện Hassan, bang Karnataka, Ấn Độ.